# Musée de La Poste (Paris)
Le musée de La Poste est le musée d'entreprise du Groupe La Poste consacré à l'histoire postale et à la philatélie française. Ouvert en 1946, il a connu deux sites dans Paris. Le musée actuel est situé au 34, boulevard de Vaugirard depuis 1973. Ses collections ont le label musée de France sous tutelle du ministère de la Culture. Le musée a fermé ses portes en 2015 pour une entière restructuration architecturale et muséale. Sa réouverture a eu lieu le 23 novembre 2019.
Le Musée de La Poste est un lieu de présentation, de conservation et de diffusion du patrimoine postal. Il est centré sur l'écrit, l'histoire et la culture. Des bottes de sept lieues aux héros de l’Aéropostale, en passant par le panorama des 150 ans du timbre-poste en France, les collections du Musée de La Poste racontent une histoire, non seulement celle d’une entreprise mais aussi celle de la France au quotidien. Le musée conserve et expose sur plus de 1 000 m2, le patrimoine historique, artistique, philatélique et scientifique constitué par des pièces de collections aussi diverses que les premières cartes des routes de poste, les uniformes de facteurs, les maquettes d’artistes, les timbres-poste, des objets populaires et enfin une grande collection de mail art et d'art postal.

## Historique

### Genèse
Après la présentation de maquettes de matériel ferroviaire postal aux visiteurs de l'Exposition universelle de 1889 à Paris, le philatéliste Arthur Maury lance l'idée d'un musée postal qu'il imagine dans l'hôtel des postes de la rue du Louvre à Paris. Des projets sont écrits au début du XXe siècle, mais aucune réalisation concrète n'a lieu.
En 1936, à l'initiative de Eugène Vaillé, un fonctionnaire érudit des postes, le ministre des Postes, Télégraphes et Téléphones Georges Mandel relance le projet et l'année suivante le lieu de l'hôtel de Choiseul-Praslin est étudié pour accueillir la nouvelle institution. Même si aucune ouverture n'est prévue à cause de la crise économique, puis de la Seconde Guerre mondiale, un timbre à surtaxe au profit de ce musée émis le 6 juillet 1939, la loi de finances du 31 décembre 1942, le décret de création du 20 août 1943 et l'institution d'un conseil de gérance présidé par Vaillé et installé en novembre 1943 assurent une continuité suffisante pour permettre une ouverture après-guerre avec des collections repérées et inventoriées parmi les archives des Postes.

### Histoire

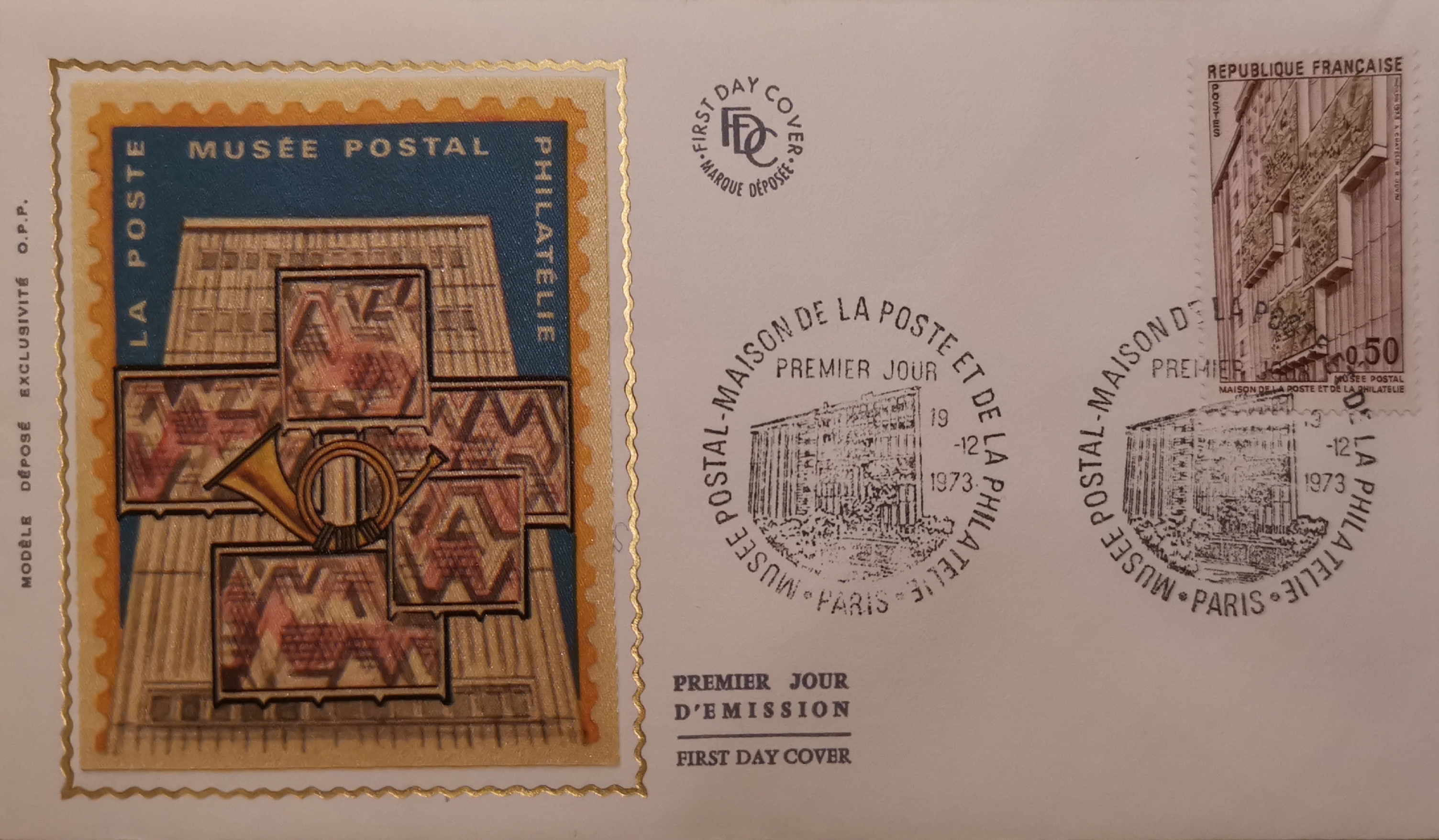
Musée de La Poste, Maison de La Poste et de la Philatélie, premier jour d'émission 19 décembre 1973.

Le musée postal de France est inauguré le 4 juin 1946 dans l’hôtel de Choiseul-Praslin au 4, rue Saint-Romain, dans le 6e arrondissement de Paris. Ses premières collections exposées sur 600 m2 laissent la part belle aux timbres-poste, enrichies de dons de collections. Pour aider à gérer le musée, est fondée en 1947 la Société des amis du musée de La Poste (SAMP). Le premier conservateur du musée est Eugène Vaillé, conservateur de 1946 à 1955.
Trop exigu, l'hôtel de Choiseul-Praslin doit laisser place à un nouveau lieu. De 1969 à 1972 est construit un nouveau musée de 1 500 m2 dans le quartier Necker, près de la gare Montparnasse, boulevard de Vaugirard, dans le 15e arrondissement. Le lieu est inauguré le 18 décembre 1973 par le ministre des PTT Hubert Germain. Un timbre représentant la façade dessiné par André Chatelin est émis le même jour.

## Collections
Le musée de La Poste est le bénéficiaire et le gestionnaire pour l’État du dépôt obligatoire des archives de fabrication des timbres-poste français, d’Andorre et des collectivités d’Outre-Mer, incluant les émissions des timbres des Terres australes et antarctiques françaises (TAAF).
Il conserve 1 267 000 œuvres, dont plus d’un million de pièces philatéliques — dessins préparatoires, maquettes, poinçons et timbres-poste —, plus de 200 000 images, 37 000 œuvres et objets illustrant l’histoire et les métiers des postes et de La Poste, du Moyen Âge à nos jours, 30 000 ouvrages imprimés, 800 titres de revues et un fonds de mail art et d’art contemporain.

## Architecture
L’actuel bâtiment du musée de La Poste, conçu par l’architecte André Chatelin, grand prix de Rome, a été inauguré en 1973. Il s’inscrit dans le courant architectural du brutalisme qui trouve son origine dans le mouvement moderne.
La façade s’orne de panneaux en relief réalisés par le sculpteur Robert Juvin (en) à partir de béton moulé fabriqué avec du ciment blanc et des agrégats de sable de Loire et de quartz. Ces panneaux évoquent la gravure d’un timbre en taille douce représentée à très grande échelle.
Cette façade, que l’on peut également contempler de l’intérieur du bâtiment, a inspiré le nouveau logo du Musée de La Poste, qui en reprend l’aspect facetté.
Préservée, et restaurée, lors de la rénovation de 2015-2019, la façade du musée de La Poste a obtenu le label « Architecture contemporaine remarquable » en 2021.

## Philatélie

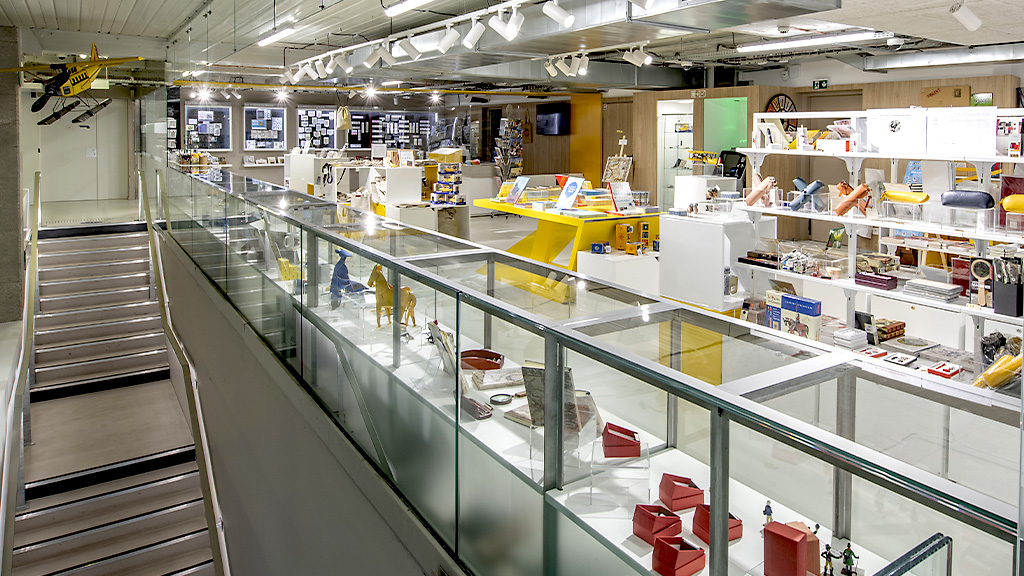
La boutique du musée de La Poste.

- En 1939, un premier timbre en faveur de la création d'un musée postal, d'une valeur de 40 centimes et surtaxe de 60 centimes, brun-lilas et brun et sépia, représentant L'Inspiration favorable d'après Fragonard est émis par la poste. Il porte le no YT 446.
- En 1946, émission d'un timbre de 2 francs et surtaxe de 3 francs, rouge-brun, représentant Le Cachet de cire d'après Jean Siméon Chardin, ce timbre a fait l'objet d'une vente anticipée à Paris au Salon philatélique d'automne le 25 mai 1946. Il porte le no YT 753.
- En 1973, émission d'un timbre de 50 centimes brun carminé et ocre, représentant le musée Postal. Il est vendu en 1er jour le 19 décembre 1973 à Paris. Il porte le no 1782[6].
- En 2019, émission, pour célébrer la rénovation du musée, d'un timbre de 0,88 euros, bleu et rouge, gravé en taille-douce, représentant sa façade. Il est vendu en premier jour le 7 novembre 2019 à Paris. Il porte le no YT 5356.

## Parcours permanent
Le parcours d'exposition permanent, qui s'étend sur 1 000 m2, est organisé en trois sections réparties sur trois niveaux :
- « La conquête du territoire » retrace l’histoire du transport postal à travers l'évolution des moyens de locomotion permettant d'acheminer le courrier le plus rapidement possible ;
- « Des femmes, des hommes et des métiers » aborde la figure du facteur dans ses tâches quotidiennes (tri, distribution du courrier) et l'évolution de l'institution qu'est devenu le bureau de poste ;
- « La Poste, l'art et le timbre » présente le timbre postal et sa fabrication ainsi que la manière dont les artistes se sont emparés de cet objet.

## Expositions temporaires

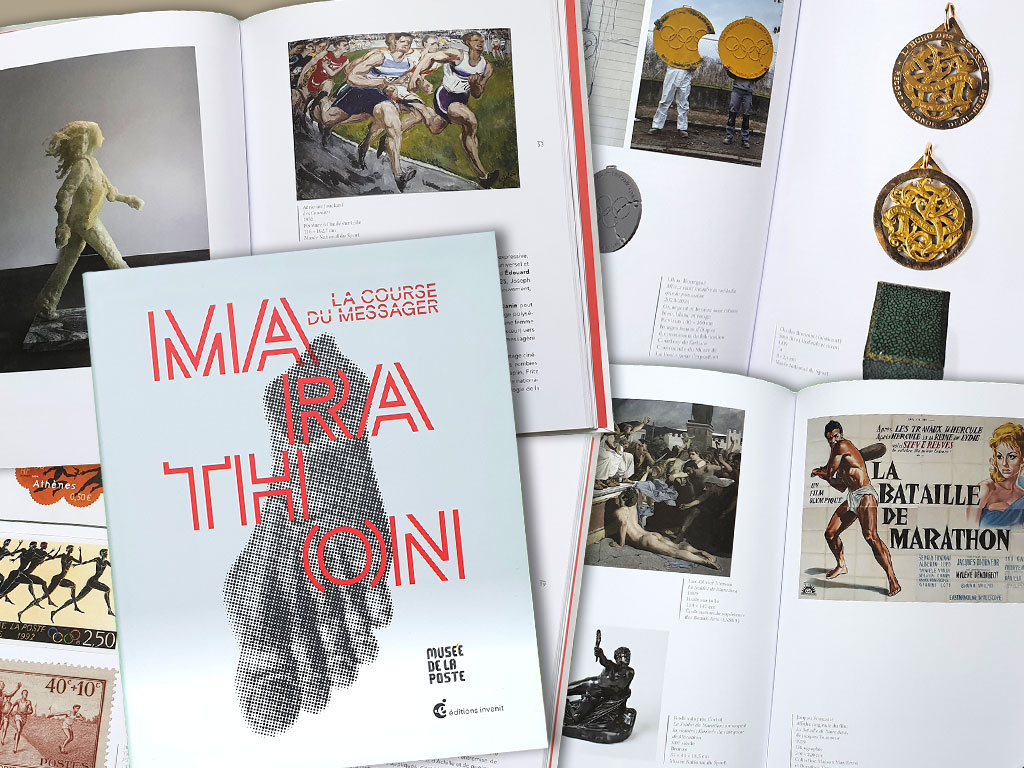
Catalogue de l'exposition temporaire "Marathon, la course du messager" - 112 pages - 22€

- Le Musée de La Poste sort de sa réserve, du 23 novembre 2019 au 14 mars 2020.
- Rêver l'Univers, du 2 septembre 2020 au 8 février 2021.
- À la pointe de l’Art : Le timbre, un geste d’artiste, du 19 mai 2021 au 1er décembre 2021.
- Transmission(s) - Carte blanche à Madame et Dominique Blais - Regards contemporains sur les collections, du 16 février au 18 septembre 2022.
- Jouez, Postez ! - Quand l’imaginaire postal rencontre l’univers du jeu, du 1er décembre 2022 au 14 mai 2023.
- Nouvelles du paradis - La carte postale de vacances, du 6 septembre 2023 au 18 mars 2024.
- Marathon, la course du messager, du 15 mai au 15 septembre 2024

## Accès
Ce site est desservi par la station de métro Montparnasse - Bienvenüe.